# Club de Hockey Valdeluz
Club de Hockey Valdeluz is een Spaanse dameshockeyclub uit Madrid.
In 1992 ontstond de club uit de bekende voetbalclub Atlético Madrid. In 1996 werd voor het eerst de nationale titel gewonnen en nam de club deel aan de Europacup I in 1997. De club staat nu beter bekend onder de naam SPV 51.